# Basia
Barbara Stanisława Trzetrzelewska, conhecida simplesmente como Basia (Jaworzno, 30 de setembro de 1954),  é uma cantora, compositora e produtora polonesa. Teve sucesso internacional durante o final dos anos 1980 e início dos anos 1990, além do final dos anos 2000 e 2010s, particularmente nos Estados Unidos, o Reino Unido, França e Japão, com canções de crossover Latina com sabor de jazz-pop. Basia é conhecida por possuir vasta gama vocal, cerca de três oitavas que vão desde contralto para tessituras de soprano, bem como seu estilo é influenciado pelo jazz, bossa nova, samba, soul e ritmos latinos.

## Discografia
- 1987: Time and Tide
- 1989: London Warsaw New York
- 1994: The Sweetest Illusion
- 1995: Basia on Broadway
- 1997: Clear Horizon – The Best of Basia
- 2009: It's That Girl Again
- 2011: From Newport to London: Greatest Hits Live ... and More
- 2013: Time and Tide - Deluxe 2 Cd Version
- 2015: London Warsaw New York - Deluxe Edition